# Raionul Dolînska, Kirovohrad
Dolînska (în ucraineană Долинський район, transliterat: Dolînskîi raion) este un raion în regiunea Kirovohrad, Ucraina. Reședința sa este orașul Dolînska.

## Demografie
Componența lingvistică a raionului Dolînska
     Ucraineană (94,42%)
     Rusă (4,56%)
     Alte limbi (0,64%)
Conform recensământului din 2001, majoritatea populației raionului Dolînska era vorbitoare de ucraineană (94,42%), existând în minoritate și vorbitori de rusă (4,56%).